# Biblioteca civica di Cuneo
La Biblioteca Civica di Cuneo è la più antica biblioteca civica del Piemonte e la principale biblioteca della città di Cuneo e coniuga le funzioni di pubblica lettura e di conservazione.

## Storia

### L'Ottocento
La Biblioteca Dipartimentale di Cuneo viene istituita il 21 novembre 1802, sotto la dominazione francese. Il sindaco, Gerolamo Ricci D'Andonno, la richiede al prefetto Degregory, che la concede alla città, capoluogo del Dipartimento della Stura. Come accade per molte altre biblioteche, i suoi libri provengono dalle "librerie" dei Conventi soppressi da Napoleone. All'apertura, il 10 ottobre del 1803, presso la Sacrestia della Chiesa di San Francesco, aveva all'incirca 6000 volumi. Nel 1811, la Biblioteca lascia la sua prima sede per trasferirsi presso il Convento di Santa Chiara.
Nel 1824, si registra un nuovo trasferimento nel Palazzo Comunale e, per la prima volta, i documenti citano la voce acquisti libri (600 lire) nel bilancio comunale. Datano al 1831 le prime donazioni, che resteranno la principale voce di crescita della Biblioteca. Nel 1849 il Comune si affida ad un "ispettore" per l'utilizzo del fondo per gli acquisti: nasce così la Commissione per la Biblioteca.
La seconda metà dell'Ottocento vede due figure particolarmente rilevanti, Lorenzo Bertano e Sebastiano Maccario, che si distinguono per la modernità delle sue idee, l'attenzione alle esigenze dei lettori, l'attenzione alla storia locale e per la cura dedicata nella realizzazione di buoni cataloghi.
Il Regolamento del 1873 comprende per la prima volta il prestito a domicilio dei volumi, sia pure solo in casi eccezionali e con l'autorizzazione del Sindaco o della Giunta.

### Il Novecento

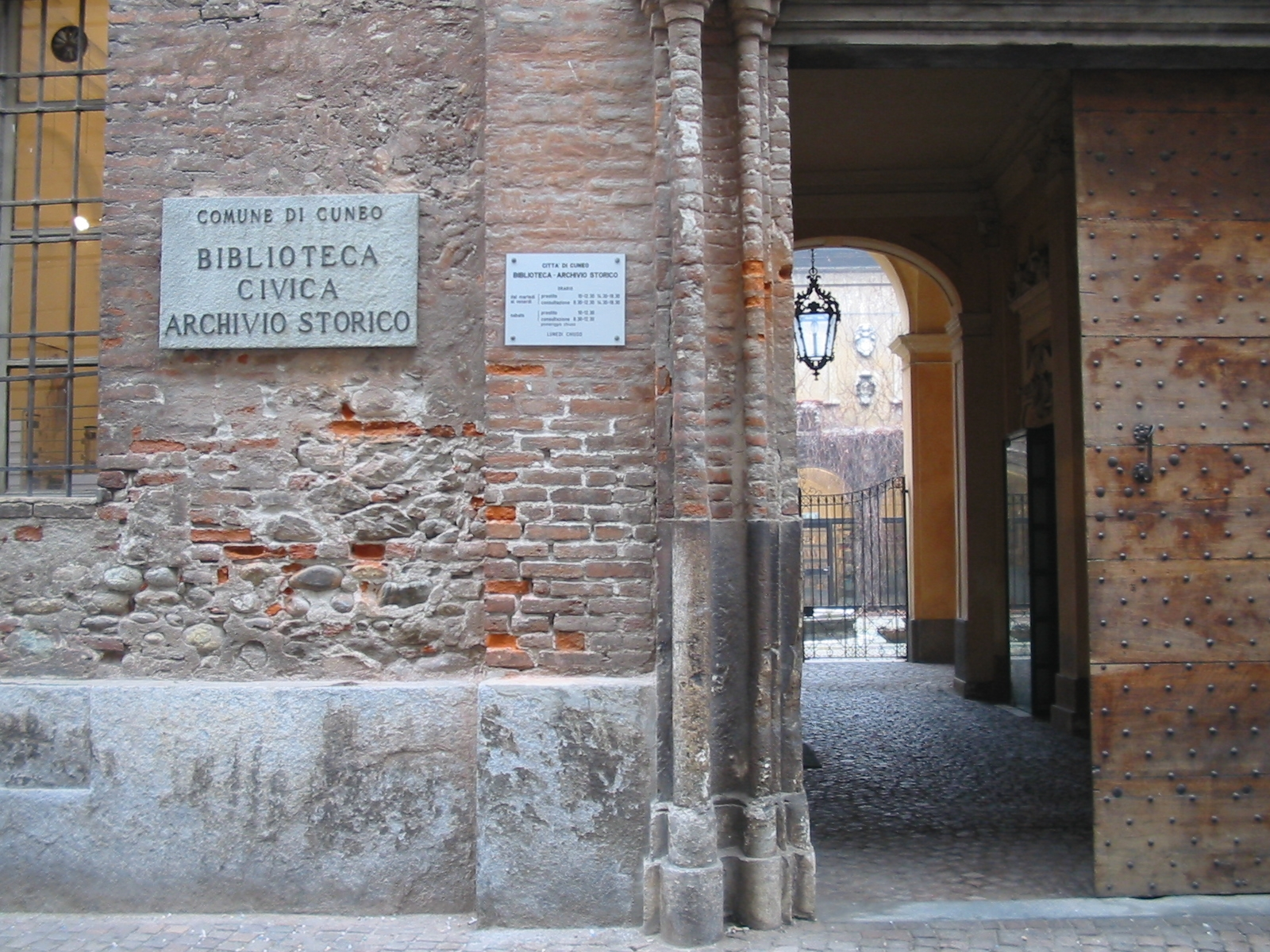
Ingresso della Biblioteca civica di Cuneo

Con l'inizio del Novecento si apre un periodo di forte crisi e solo a fine anni '20 qualcosa cambia, con l'avvio dei lavori per la nuova sede in Palazzo Audiffredi. Si tratta di una costruzione in cotto di fine Seicento che, dopo essere stata lasciata all’Ospedale S. Croce di Cuneo. L’Ospedale, nel 1907 viene lasciata per testamento al Comune di Cuneo, che la destina a sede della Biblioteca civica e del Museo civico. I lavori portano alla costruzione del portico affacciato sul cortile, dove viene collocata una fontana seicentesca proveniente da Caraglio.
Direttore, in questo delicato momento di passaggio, è Euclide Milano. Nel 1931 diventa direttrice per la prima volta, per un breve periodo, una donna: la scrittrice Lalla Romano. Sono gli anni del dibattito sull'opportunità del prestito a domicilio dei volumi, per il quale il regolamento del 1930 prevede ancora l'autorizzazione del podestà. Prestito sì, dunque, ma solo per le opere di studio e di cultura. 
Durante la seconda guerra mondiale, la Biblioteca rimane aperta, tra molte difficoltà, anche per il rapido succedersi di tre bibliotecari.
Tra il 1945 al 1979 la Biblioteca è affidata a Piero Camilla. Sono anni di grande cambiamento, per la crescita del patrimonio librario, il ruolo che la Biblioteca assume nella Città e non soltanto. Nel 1963 si segnala la nascita della sezione dedicata ai ragazzi, nel 1968 l'avvio del Sistema Bibliotecario delle Valli Cuneesi e nel 1975 l'inaugurazione della nuova sala di consultazione, ricca di volumi e repertori pregevoli.
Dal 1974 Piero Camilla viene affiancato e poi sostituito da Mario Cordero, sotto la cui direzione la Biblioteca si amplia, con l'inaugurazione nel 1985 del nuovo allestimento delle raccolte e dei servizi. Nel 1988 apre la Biblioteca dei Bambini e dei Ragazzi nel quartiere San Paolo e nel 1990 quella di via Cacciatori delle Alpi 4. 
Dal 1998 la direzione è affidata a Stefania Chiavero. Dal 1996 anche Cuneo è entrata a far parte del Servizio Bibliotecario Nazionale. 
Nel 2003, in occasione del Bicentenario della Biblioteca, sono stati avviati approfondimenti sul Fondo Storico, con la collaborazione del professor Alessandro Vitale Brovarone e del bibliotecario Andrea De Pasquale, per individuare i volumi e le opere costituenti il fondo originario della biblioteca.
L'attività degli ultimi anni, tra cablaggio, progetti di digitalizzazione per i giornali locali, indagini sui volumi antichi, l’avvio del prestito e della consultazione di documenti digitali, collaborazione con altre realtà presenti sul territorio, sintetizza molto bene la compresenza delle due anime di questa Biblioteca: l'apertura all'oggi e al domani e la cura per le memorie del passato.
Dopo il trasferimento in Palazzo Santa Croce della Biblioteca 0-18 nel 2017, nel 2023 sono stati avviati i lavori di riqualificazione che porteranno al trasferimento della Biblioteca civica nell'anno 2026.

## Collezioni
La Biblioteca conserva circa 330.000 volumi, oltre 600 periodici, tra correnti ed estinti, oltre 2.300 audiovisivi, e la possibilità di accedere a libri, periodici e altri documenti digitali tramite la piattaforma MLOL (MediaLibraryOnLine)

## Iniziative
Le sue principali attività di promozione della lettura sono la manifestazione Scrittorincittà e il Premio Città di Cuneo per il Primo Romanzo, nati entrambi nel 1999. Il Premio è gemellato, fin dalla sua origine, con il Festival du Premier Roman de Chambéry.